# Jama ustna
Jama ustna (łac. cavum oris, cavitas oris) – jama gębowa człowieka, początkowy odcinek przewodu pokarmowego, ograniczony od przodu przez wargi ust, po bokach przez policzki (opierające się na szczęce oraz żuchwie), od góry przez podniebienie twarde, natomiast od tyłu – przez podniebienie miękkie (wraz z języczkiem) oraz cieśń gardzieli. Przestrzeń pomiędzy wargami a zębami to przedsionek jamy ustnej, natomiast za zębami – jama ustna właściwa.

## Funkcje

### Trawienna
W jamie ustnej następuje wstępna, mechaniczna obróbka pokarmu i przygotowanie go do dalszego trawienia. Za pomocą zębów pokarm jest odgryzany, rozdrabniany i miażdżony. W trakcie żucia pokarm jest zwilżany śliną wydzielaną przez ślinianki (gruczoły ślinowe), których przewody uchodzą w różnych miejscach jamy ustnej. Ślina zawiera również enzym trawienny rozkładający skrobię na maltozę i dekstrynę – amylazę ślinową.
Po uformowaniu kęsa pokarmowego zostaje on przekazany do dalszej części przewodu pokarmowego w akcie połykania.

### Zmysłowa
Dzięki obecności kubków smakowych w jamie ustnej odbierane są wrażenia smaku. Kubki smakowe rozmieszczone są na języku, podniebieniu, w nabłonku gardła, nagłośni oraz w górnej części przełyku. Wymagają one aby pokarm był dobrze rozdrobniony i rozpuszczony w ślinie aby móc odebrać i przekazać wrażenia smakowe.

### Artykulacyjna
Budowa jamy ustnej oraz ruchy języka, podniebienia miękkiego i warg umożliwiają artykulację głosek oraz innych dźwięków.

### Oddechowa
Jama ustna stanowi alternatywny początek drogi pobierania tlenu, jednak jest to sposób niefizjologiczny - powoduje wysuszanie śluzówki, a powietrze dociera do płuc nieoczyszczone i słabo nawilżone. U dzieci oddychanie przez usta prowadzi do powstania poważnych wad zgryzu.

### Obronna
Jama ustna stanowi wrota zakażenia drobnoustrojami, ze względu na połączenie wnętrza organizmu ze środowiskiem zewnętrznym. Jednak w jamie ustnej występuje szereg mechanizmów zapobiegających zakażeniu, np. ochronna warstwa błony śluzowej, stale złuszczający się nabłonek, ciągłe wydzielanie śliny (która sama zawiera wiele mechanizmów obronnych) oraz płynu dziąsłowego, obecność komórek żernych (neutrofile, makrofagi, komórki NK).
W jamie ustnej może występować temperatura 10-70 °C w zależności od temperatury przyjmowanego pokarmu (lody, gorące pożywienie).

### Inne
- Estetyczna – popularne są zabiegi piercingu (język, wargi) tatuowania (np. błon śluzowych) oraz zabiegi mające na celu wybielanie zębów (np. poprzez skaling, piaskowanie[5], środki wybielające takie jak paski), czy ich prostowanie (leczenie ortodontyczne).
- Resorpcyjna – w jamie ustnej możliwa jest bardzo szybkie wchłanianie leków przez ich podanie podjęzykowo.

## Choroby
W budowie jamie ustnej można wyróżnić wiele elementów i choroby każdego z nich charakteryzują się innymi objawami, toteż – mimo tak małego obszaru – różnorodność chorób tkanek jamy ustnej jest duża. Są to m.in. choroby błony śluzowej (grzybice, choroby wirusowe i bakteryjne), choroby przyzębia (stany zapalne i martwicze), choroby zębów (próchnica, ubytki pochodzenia niepróchnicowego oraz choroby miazgi), choroby dziąseł (stany zapalne) oraz zaburzenia ich budowy i rozmieszczenia, wady wrodzone (rozszczep podniebienia, hipoplazje i przerosty).

### Higiena jamy ustnej
Stwierdzono, że częste stosowane zabiegów higienicznych jamy ustnej, regularne profilaktyczne wizyty u stomatologa są związane z mniejszym ryzykiem występowania chorób układu krążenia.